# Піщане (Миколаївська селищна громада, Сумський район)
Піща́не — село в Україні, у Миколаївській селищній громаді Сумського району Сумської області. Населення становить 59 осіб. До 2016 орган місцевого самоврядування — Бобрицька сільська рада.

## Географія
Село Піщане розташоване між річками Бобрик та Терн (4-5 км). На відстані 1 км розташоване село Руда.
Поруч пролягає автомобільний шлях Т 2504.

## Назва
На території України 20 населених пунктів із назвою Піщане.

## Історія
- Село постраждало внаслідок геноциду українського народу, проведеного урядом СССР 1923—1933 та 1946–1947 роках.
- 12 червня 2020 року, відповідно до розпорядження Кабінету Міністрів України № 723-р «Про визначення адміністративних центрів та затвердження територій територіальних громад Сумської області», село увійшло до складу Миколаївської селищної громади[1].
- 19 липня 2020 року, в результаті адміністративно-територіальної реформи та ліквідації Білопільського району, село увійшло до складу новоутвореного Сумського району[2].

## Населення

### Мова
Розподіл населення за рідною мовою за даними :
| Мова       | Кількість | Відсоток |
| ---------- | --------- | -------- |
| українська | 59        | 100%     |

## Релігійне життя
- Свято-Миколаївська церква.